# Smic, Smac, Smoc
Pour plus de détails, voir Fiche technique et Distribution.
Smic, Smac, Smoc est un film français réalisé par Claude Lelouch, sorti en 1971.

## Synopsis
Ouvriers aux chantiers navals de La Ciotat, Charlot, Jeannot et Robert sont colocataires et les meilleurs amis du monde ; payés au S.M.I.C., ils se surnomment respectivement Smic, Smac et Smoc.
Un jour vient où Smoc se marie (avec Catherine). Pour l'occasion les trois compères se débrouillent pour se procurer une garde-robe complète en marchandant ardemment, surtout grâce au bagout de Charlot (Smic).
Après le mariage, sur la lancée de leur audace, un vent de folie s'empare d'eux. Ils décident de connaître une vie de luxe, le temps d'une parenthèse insouciante et un peu écervelée.
Après avoir littéralement embauché un musicien accordéoniste aveugle (afin d'agrémenter la fête nuptiale, en pleine nature) ils "empruntent" une voiture de luxe (dont les clés étaient imprudemment restées sur le tableau de bord) et filent jusqu'à Saint-Tropez. Au passage, ils en font le plein d'essence en quittant délibérément la station-service sans le payer.
Une fois parvenus à Saint-Tropez (la "capitale des riches") ils font bombance au restaurant du Byblos ; en n'ignorant pas que le montant de l'addition dépasserait largement leurs moyens. D'ailleurs lorsque la note leur est présentée, elle déclenche l'hilarité générale ; mais elle est tout de même réglée grâce à la cagnotte de l'aveugle.
D'une manière systématique, Charlot/Smic fait pression sur les commerçants en les plaçant dans la perspective révolutionnaire consécutive aux événements de mai 1968 : "Lorsque viendra le Grand Soir - ou la Révolution - et que vous, les Riches, serez jugés par le prolétariat, je témoignerai en votre faveur si vous êtes accommodant ; dans le cas contraire, vous serez condamné !".
Rattrapés par la police, les trois ouvriers, la jeune mariée et l'accordéoniste vont chanter et danser en plein commissariat avant d'être libérés, ayant restitué les fruits de leurs rapines et dédommagé leurs victimes.

## Fiche technique
- Titre : Smic, Smac, Smoc
- Réalisateur : Claude Lelouch
- Scénario : Claude Lelouch, Pierre Uytterhoeven
- Dialogues : Claude Lelouch, Pierre Uytterhoeven
- Musique : Francis Lai
- Chanson de Charles Trenet
- Assistant-réalisateur : Claude Pinoteau et Élie Chouraqui
- Directeur de la photo : Claude Lelouch
- Assistants-opérateur : Daniel Vigne, Dany Lévy
- Direction lumières : Jean Collomb
- Ingénieur du son : Bernard Bats
- Perchman : Bernard Rochut
- Chef monteuse : Jeanine Boublil
- Assistante-monteuse : Martine Lévy
- Directeur de production : Pierre Pardon
- Attachée de presse : Arlette Godon
- Stagiaires : Alain Basnier, Élie Chouraqui
- Format : couleur (Eastmancolor) - 1.37:1 - 35mm
- Durée : 90 minutes
- Date de sortie : 1971
- Affiche : René Ferracci (France)

## Distribution
- Catherine Allégret : Catherine
- Amidou : Robert, dit « Smoc »
- Charles Gérard : Charlot, dit « Smic »
- Jean Collomb : Jeannot, dit « Smac »
- Francis Lai : L'accordéoniste aveugle
- Pierre Uytterhoeven : Le pompiste
- Arlette Gordon : Zelda, la prostituée
- Claude Pinoteau : Le commissaire
- Claude Lelouch : Un voyou
- Bobby Barrier : Le serveur du restaurant

## Distinctions
- Sélection à la Mostra de Venise 1971[4]
- Sélection officielle au Festival de San Francisco

## Autour du film
Le film est tourné en 8 jours.